# 伯特·雷姆森
賀柏·比爾切爾·雷姆森（英語：Herbert Birchell Remsen，1925年2月25日—1999年4月22日），美國男演員和選角導演，出現在50至90年代多部電視劇和電影中，尤其勞勃·阿特曼電影，如《空中怪客》（1970年）、《花村》（1971年）、《沒有明天的人》（1974年）和《婚禮》（1978年）。

## 早期生活
伯特·雷姆森出生於纽约州格伦科夫，住在長島，海倫（Helen，娘家姓比爾切爾）與溫弗雷德·賀柏·雷姆森（Winfred Herbert Remsen）之子。在投身演藝圈前，雷姆森在二戰沖繩海戰期間曾是拉菲號驅逐艦的水手。1945年4月16日，拉菲號80分鐘內遭到22架日本神風戰鬥機的襲擊。雷姆森在戰鬥中被燒傷，但能夠重返崗位並在美國海軍所謂「海上戰爭史詩」中倖存下來。

## 外部連結
- 伯特·雷姆森在互联网电影资料库（IMDb）上的資料（英文）